# Liste von Persönlichkeiten der Stadt Quedlinburg
In dieser Liste werden Persönlichkeiten mit Bezug zur Stadt Quedlinburg aufgeführt.

## Söhne und Töchter der Stadt
Die folgenden Personen wurden in Quedlinburg geboren. Für die Nennung hier ist es unerheblich, ob die Personen ihren späteren Wirkungskreis in Quedlinburg hatten oder nicht. Viele sind andernorts bekannt geworden. Sie werden chronologisch nach ihrem Geburtsjahr aufgelistet. Die Liste erhebt keinen Anspruch auf Vollständigkeit.

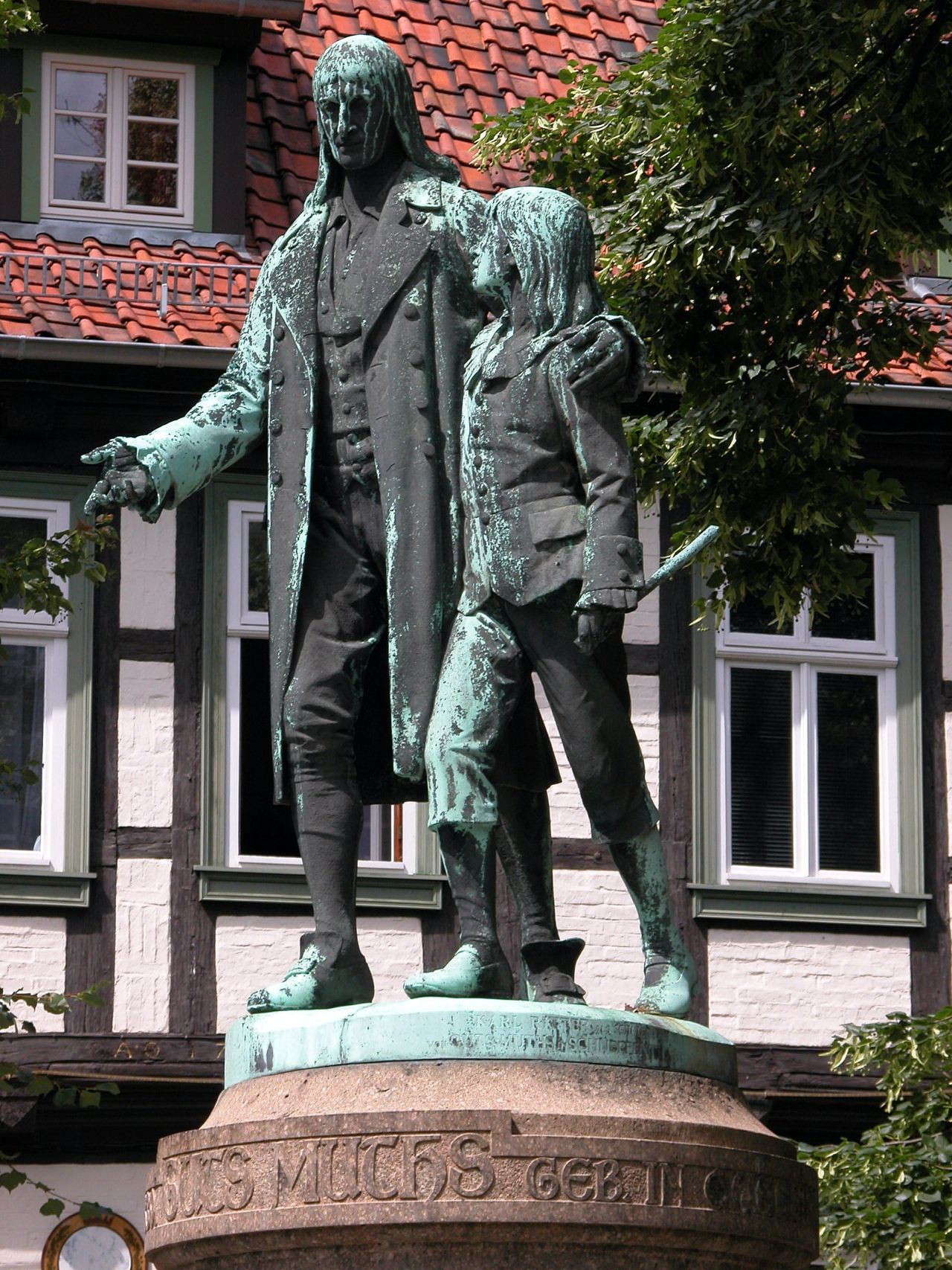
Blick auf das GutsMuths-Denkmal (2006)

- Arnold von Quedlinburg (1232/1270), Protonotarius der Äbtissin[1]
- Jordan von Quedlinburg (* um 1300–1370/80), Prediger und Schriftsteller
- Paul vom Rode (1489–1563), Theologe und Reformator
- Johann Cogeler (1525–1605), Theologe und Generalsuperintendent von Pommern-Stettin
- Balthasar Stisser (1526–1583), Jurist und gräflicher Kanzler
- Andreas von Rauchbar (1559–1602), deutscher Rechtsgelehrter
- Otto vom Hagen (1562–1626), Bergbauunternehmer
- Andreas Gerhard (1580–1623), Jurist und Kanzler
- Johann Gerhard (1582–1637), Theologe, bedeutender Vertreter lutherischer Orthodoxie
- Christoph Vitzthum von Eckstedt (1594–1653), kursächsischer Beamter
- Johann Andreas Quenstedt (1617–1688), wichtiger Vertreter lutherischer Orthodoxie
- Johann Praetorius (1634–1705), Pädagoge, Astronom und Musiker
- Martin Lange (1636–nach 1702), Zimmermeister
- Wilhelm Homberg (1652–1715), Naturforscher, anscheinend während einer Reise in Batavia/Jakarta geboren, aber Eltern in Quedlinburg wohnend
- Jakob Schmidt (1653–1705), Mediziner, Stadtarzt in Quedlinburg und Mitglied der Gelehrtenakademie Leopoldina
- Johann Joachim Schöpffer (1661–1719), Jurist und Professor der Rechte
- Andreas Dietrich Apel (1662–1718), Handelsherr und Seidenfabrikant
- Joachim Lange (1668–1735), Zimmermeister
- Johann Salomon Brunnquell (1693–1735), Rechtshistoriker und Kirchenrechtler
- Gottfried Michael Kortum (1699–nach 1749), Arzt, Naturforscher, Mitglied der Leopoldina
- Carl Friedrich von Dachröden (1705–1742), Präsident der Landesregierung und des Konsistoriums im Herzogtum Magdeburg sowie Hof- und Kammergerichtsrat
- Johann Andreas Cramer (1710–1777), Metallurg
- Elias Caspar Reichard (1714–1791), Pädagoge und Schriftsteller
- Dorothea Erxleben (1715–1762), erste deutsche Ärztin
- Christian Heinrich Eckhard (1716–1751), Jurist
- Johann Heinrich Rolle (1716–1785), Komponist und Musikpädagoge
- Johann Christoph Meinecke (1722–1790), evangelisch-lutherischer Theologe und Natur- und Heimatforscher.
- Adrian Andreas Pfannenschmidt (1724–1790), Färberei-Unternehmer in Speyer
- Friedrich Gottlieb Klopstock (1724–1803), Begründer der Erlebnisdichtung und des deutschen Irrationalismus
- Johann Ludwig Schmidt (1726–1792), Rechtsgelehrter und ordentlicher Professor in Jena
- Ernst Christian Westphal (1737–1792), Rechtswissenschaftler
- Johann Christian Polycarp Erxleben (1744–1777), Naturwissenschaftler
- Johann Andreas Christian Michelsen (1749–1797), Mathematiker und Pädagoge
- Carl Friedrich Cramer (1752–1807), Altphilologe und Linguist
- Georg Christian Erhard Westphal (1752–1808), evangelischer Theologe und Lehrer
- Johann Heinrich Christian Erxleben (1753–1811), Rechtsgelehrter
- Ludwig Heinrich Nordmann (1755–1813/1814), königlich-preußischer Gouvernements-Auditeur zu Magdeburg, preußischer Kriegsrat, fürstlich Anhalt-Schaumburgischer Kammerrat zu Hoym im Schaumburgischen
- Rudolf von Preen (1755–1841), Richter, Regierungschef in Waldeck-Pyrmont aus dem Adelsgeschlecht Preen
- Johann Christoph Friedrich GutsMuths (1759–1839), Vater der deutschen Gymnastik
- Friedrich Eberhard Rambach (1767–1826), Philologe, Pädagoge und Schriftsteller
- Johann Heinrich Fritsch (1772–1829), Superintendent an der St.-Benedikti-Kirche
- Johann Heinrich Besser (1775–1826), Verleger
- August Jacob Rambach (1777–1851), evangelischer Theologe und Hymnologe
- Carl Ritter (1779–1859), Begründer der wissenschaftlichen Erdkunde
- Heinrich Albrecht Rabe (1797–1852), Industrieller und Baumwollfabrikant
- Johann Christian Friedrich Tuch (1806–1867), Orientalist
- Heinrich Sattler (1811–1891), Organist und Publizist
- Johann Christian Wallmann (1811–1865), ev. Theologe der Erweckungsbewegung
- Wilhelm Steuerwaldt (1815–1871), Landschaftsmaler
- Otto Meissner (1819–1902), Verleger und Verlagsbuchhändler
- Theodor Kock (1820–1901), Altphilologe
- Gustav Adolf Dippe (1824–1890), Pflanzenzüchter, gründete mit seinem Bruder den Saatzuchtbetrieb „Gebrüder Dippe AG“
- Christoph Lorenz Dippe, Bruder von Gustav Adolf Dippe
- Christian Wilhelm Ludwig Abel (1826–1892), deutscher Militärarzt
- Gustav Brecht (1830–1905), Ehrenbürger der Stadt Quedlinburg
- Robert Weber (1830–1890), Maler
- Robert Bosse (1832–1901), Ehrenbürger der Stadt, preußischer Kultusminister
- Albert Becker (1834–1899), Komponist
- Julius Wolff (1834–1910), Ehrenbürger, Dichter und Schriftsteller
- Carl Friedrich Meyer (1840–1904), Geograph, Heimatforscher und Gymnasiallehrer
- Gustav Albert Schwalbe (1844–1916), Anatom und Anthropologe
- Max Borrmann (1848–1930), deutscher Gutsbesitzer und Politiker
- Ferdinand Müller (1848–1916), Glasmaler, Gründer der Glasmalereianstalt Ferdinand Müller
- Heinrich Schwieger (1846–1911), Bauingenieur, 27 Jahre leitende Positionen im Siemens-Konzern
- Carl Schroeder (1848–1935), Cellist, Komponist, Dirigent sowie Hofkapellmeister
- Fritz Bley (1853–1931), Schriftsteller
- Georg Ellinger (1859–1939), Literaturwissenschaftler und Lehrer jüdischer Herkunft
- August Trautewein (1860–1932), Politiker (SPD)
- August Bringmann (1861–1920), Zimmerer, Redakteur und Gewerkschafter.
- Max Bauer (1869–1929), Offizier, Waffenhändler und Militärberater in der Sowjetunion und China
- Ernst Weber (1872–1937), Verwaltungsjurist und Landrat des Kreises Wehlau
- Heinrich Anz (1879–1933), Jurist, von 1925 bis 1933 war er Präsident des Oberlandesgerichts Kassel
- Erich Kux (1882–1977), Maler und Grafiker
- Karl Selig (1889–1945), Oberbürgermeister und NSDAP-Reichstagsabgeordneter
- Kurt Herzog (1889–1948), General der Artillerie im Zweiten Weltkrieg
- Joachim Sperling (1891–1975), Generalleutnant im Zweiten Weltkrieg
- Oswald Dammann (1893–1978), Bibliothekar
- Walter Ernst (1899–1945), Gauleiter der NSDAP, später Bürgermeister in Schneidemühl und Bromberg
- Georg Ay (1900–1997), NSDAP-Reichstagsabgeordneter
- Kurt Annecke (1902–1961), Apotheker. Ministerialbeamter und Verbandsfunktionär im Deutschen Reich (bis 1945) und in Rheinland-Pfalz (1949–1961)
- Hermann Klumpp (1902–1987), promovierter Bauhaus-Schüler, rettete Werke von Lyonel Feininger
- Werner Lindenbein (1902–1987), Agrikulturbotaniker und Saatgutforscher
- Franz Werneke (1906–1989), Künstler
- Rolf Hartung (1908–1995), Kunsterzieher, Maler und Autor
- Fritz Graßhoff (1913–1997), Dichter, Maler, Schlagertexter
- Friedrich Lindau (1915–2007), Architekt. Er war Gründungspräsident der Architektenkammer Niedersachsen
- Konrad Homberg (1925–1975), Maler
- Hans-Jochen Schale (1925–2013), Hörspieldramaturg
- Joachim Preuß (1927–2018), Prähistoriker, Hochschullehrer
- Wolfgang Junker (1929–1990), Minister für Bauwesen der DDR
- Hans-Heinrich Simon (1931–2010), Politiker (NDPD) und Mitglied des Staatsrates der DDR.
- Bernhard Schrader (1931–2012), Chemiker, Pionier der experimentellen Raman- und Infrarotspektroskopie
- Paul Hiepko (1932–2019), Direktor am Botanischen Garten und Botanischen Museum Berlin
- Ulli Nitzschke (1933–2013), Boxer
- Peter Kramer (* 1933), Physiker
- Karlheinz Barck (1934–2012), Romanist und Vizedirektor des Berliner Zentrums für Literaturforschung
- Wolfram Schultze-Motel (1934–2011), Botaniker
- Albrecht Steinwachs (1934–2012), evangelischer Theologe und Historiker
- Volker von Törne (1934–1980), Schriftsteller
- Karl-Heinz Börner (* 1935), Lehrer und Historiker
- Ingeborg Allihn (* 1936), Musikwissenschaftlerin, Autorin und Rundfunkjournalistin
- Günter Grau (* 1940), Sexualwissenschaftler, Medizinhistoriker, Autor und Herausgeber
- Christa Jahr (* 1941), freischaffende Illustratorin und Grafikerin
- Hans-Jörg Krüger (1942–2023), Basketballspieler
- Hedda von Wedel (* 1942), früher Hedda Meseke, promovierte Juristin, Politikerin (CDU), 1993–2001 Präsidentin des Bundesrechnungshofes
- Regina Ziegler (* 1944), Filmproduzentin
- Ruth Achlama (* 1945), deutsch-israelische Übersetzerin
- Reinhard Göllner (* 1945), römisch-katholischer Theologe
- Elke Schieber (* 1947), Autorin und Regisseurin, Leiterin der Sammlungen des Filmmuseum Potsdam
- Detlev Hellfaier (* 1948), Bibliothekar
- Ulrich Grunert (* 1952), Musik- und Kulturjournalist
- Harald Seifert (* 1953), Weltmeister im Viererbob
- Andreas Franz (1954–2011), Kriminal-Schriftsteller
- Wolfgang Jahn (* 1955), Althistoriker
- Leander Haußmann (* 1959), Regisseur (u. a. „Sonnenallee“, „Herr Lehmann“, „NVA“)
- Jochen Müller (* 1959), Maler und Bildhauer
- Martin Skiebe (* 1959), Architekt und Lokalpolitiker (parteilos)
- Simone Trieder (* 1959), Schriftstellerin
- Hildigund Neubert (* 1960), Politikerin, seit 2003 Landesbeauftragte für Stasi-Unterlagen in Thüringen
- Petrik Sander (* 1960), Fußballtrainer
- Matthias Baader Holst (1962–1990), Schriftsteller
- Robert Conrad (1962–2023), Architekturfotograf und Bauhistoriker
- Holm Meyer (* 1962), Schriftsteller und Lehrer
- Martin Ruch (* 1962), Landtagsabgeordneter (CDU)
- Petra Schersing (geb. Müller; * 1965), Sprinterin und Olympiazweite
- Silvio Meier (1965–1992), Hausbesetzer und Opfer rechtsextremer Gewalt
- Sylvana Krappatsch (* 1965), Theater- und Filmschauspielerin
- Steffen Gresch (* 1965), Schauspieler, Mitbegründer der Arbeitsgruppe Menschenrechte in Leipzig
- Susann Enders (* 1967), Abgeordnete des Bayerischen Landtags
- Dirk Grempler (* 1968), Fußballspieler
- Ulrich Thomas (* 1968), Landtagsabgeordneter (CDU)
- Dagmar Hase (* 1969), Schwimmerin und Olympiasiegerin
- Thomas Balcerowski (* 1972), Rechtsanwalt und Kommunalpolitiker
- Marco Gebhardt (* 1972), Fußballspieler
- Matthias Prasse (* 1972), Kulturhistoriker und Denkmalpfleger
- Thomas Wozniak (* 1973), Mittelalterhistoriker
- Hendrik Lange (* 1977), Diplom-Biologe und Politiker
- Sascha Ring (* 1978), Musiker
- Sven Schulze (* 1979), Politiker (CDU)
- Ina Hüging (* 1980), Schwimmerin und Olympionikin
- Tucké Royale (* 1984), Performancekünstler, Autor, Regisseur, Musiker und Schauspieler in Film, Theater und Musiktheater
- Florian Eichner (* 1985), Riemenruderer
- Wiebke Neumann (* 1986), Politikerin (SPD)
- Erik Weinhauer (* 2001), Fußballspieler

## Weitere Persönlichkeiten
Hier sind alle Persönlichkeiten der Stadt Quedlinburg erfasst, deren Wirken eng mit der Stadt und dem Stift verbunden ist. Auch berühmte Persönlichkeiten, die einen kurzen Aufenthalt in Quedlinburg hatten, sind hier erfasst.
- Eberhard I. von Hildrizhausen († 6. Januar 1112 in Quedlinburg) war Fürstbischof von Eichstätt von 1099 (?) bis 1112
- Thomas Müntzer (1489–1525), lebte im Quedlinburger Augustinerkloster
- Heinrich Julius von Wietersheim (1585–1645), Stiftshofmeister in Quedlinburg
- Johann Agricola (1590–1668), Arzt und Alchemist, wahrscheinlich Schüler des Quedlinburger Gymnasiums
- Christian Scriver (1629–1693), Theologe und Kirchenliederdichter
- Andreas Werckmeister (1645–1706), Musiker und Musiktheoretiker, führte die wohltemperierte Stimmung für Tasteninstrumente ein und besuchte die Schule in Quedlinburg
- Friedrich Weise (1649–1735), Geistlicher, Theologe und Hochschullehrer, war Oberhofprediger in Quedlinburg
- Johann Philipp Bendeler (1654–1709), Organist und Orgeltheoretiker
- Tobias Eckhard (1662–1737), Pädagoge, Theologe und Philologe
- Gottfried Arnold (1666–1714), deutscher Theologe, u. a. in Quedlinburg, Begründer der modernen Kirchengeschichtsschreibung
- Johann Albert Fabricius (1668–1736), klassischer Philologe und Bibliograph, studierte in Quedlinburg
- Johann Arnold Zeitfuchs (1671–1742), deutscher Chronist und Theologe, auf dem Gymnasium Quedlinburg
- Friedrich Eberhard Boysen (1720–1800), Oberhofprediger und Konsistorialrat im Reichsstift Quedlinburg, Herausgeber des Korans „unmittelbar aus dem Arabischen übersetzt“, 1775 (2. Aufl.)
- Johann August Ephraim Goeze (1731–1793), Entdecker der Bärtierchen, war Pastor in Quedlinburg
- Johann Peter Christian Heinrich Mette (1735–1806), deutscher Gärtner, Unternehmer und Mitbegründer der Saatzuchtwirtschaft in Quedlinburg
- Johann August Hermes (1736–1822), evangelischer Theologe und Geistlicher, Oberhofprediger, Inspektor des Gymnasiums und Superintendent in Quedlinburg
- Johann Jakob Rambach (1737–1818), lutherischer Theologe, 1765–1773 Rektor des Quedlinburger Gymnasiums
- Martin Heinrich Klaproth (1743–1817), Naturwissenschaftler, Entdecker des Elementes Uran, absolvierte in Quedlinburg (Adler- und Rats-Apotheke) einen Teil seiner Lehre
- Friedrich Andreas Stroth (1750–1785), Altphilologe und Theologe, Rektor des Gymnasiums in Quedlinburg
- Carl Anton von Arnstedt (1751–1822), Stiftshauptmann
- Carl Eduard Adolph Petzold (1815–1891), Gartengestalter, erweiterte 1866 den Brühl (Quedlinburg)
- Friedrich von Schmidt (1825–1891), Architekt u. a. der St.-Mathildis-Kirche
- George Adalbert von Mülverstedt (1825–1914), Archivar und Historiker, der die Quedlinburger Itala-Fragmente entdeckte
- Friedrich Schünemann-Pott (1826–1891), Freidenker und Theologe, 1849–1851 Theologe in Quedlinburg
- Albert Fischer (1829–1896), evangelischer Pfarrer in Quedlinburg
- Wilhelm Rahmsdorf (1843–1917), diente als Kürassier in einem Quedlinburger Regiment. Wegen außergewöhnlicher Tapferkeit bei der Schlacht von Mars-la-Tour wurde er auf dem Quedlinburger Siegesdenkmal als Standartenträger dargestellt.
- Otto Schmeil (1860–1943), Biologe und Pädagoge, besuchte 1874 bis 1877 die königliche Präparandenanstalt in Quedlinburg
- Ludwig Kühle (1869–1946), Rübenzüchter, Direktor der Gebrüder Dippe AG, 1908–1933 Vorsitzender der Gesellschaft zur Förderung deutscher Pflanzenzucht (GFP)
- Ernst Gruson (1869–1962), Militär, lebte nach seiner Verabschiedung in Quedlinburg
- Alwin Brandes (1866–1949), SPD-Politiker und Gewerkschaftsführer, besuchte in Quedlinburg die Schule
- Walther Grosse (1880–1943), Beamter und Regionalhistoriker, Accessor in Quedlinburg.
- Hans-Georg von Jagow (1880–1945), deutscher Offizier Generalleutnant, Regierungspräsident von Magdeburg, Kommandeur des II. Bataillons des 12. Infanterie-Regiments in Quedlinburg
- Kurt Johnen (1884–1965), deutscher Pianist, Musikpädagoge und Musikschriftsteller, Gründer des Landeskonservatoriums in Quedlinburg
- Bruno Erich Alfred Freyberg (1892–1945), Jurist, NSDAP-Politiker und SS-Gruppenführer, Anwalt und Ortsgruppenleiter in Quedlinburg
- Max Schewe (1896–1951), Maler und Graphiker, wirkte 1942–1950 in Quedlinburg und schuf bedeutende Graphiken von Stadtansichten
- Herrmann Mostar (1901–1973), berühmter Schriftsteller, erhielt in Quedlinburg seine Ausbildung zum Volksschullehrer
- Heinz Rühmann (1902–1994), Schauspieler, leistete seine Grundausbildung als Abwehrflieger im Fliegerhorst Quarmbeck
- Martin Schwantes (1904–1945), Widerstandskämpfer gegen den Nationalsozialismus, Absolvent (1918–1924) der Präparandenanstalt und des Lehrerseminars
- Gustav Becker (1905–1970), Züchtungsforscher, 1935–1945 Leiter der wissenschaftlichen Abteilung der Gebrüder Dippe, 1947 Gründer des Institutes für Pflanzenzüchtung
- Eva Pauly (1905–1989), Blumenzüchterin (73 Sorten, besonders Levkojen), 1939–1945 Firma Rudolf Schreiber & Söhne und ab 1947 Institut für Pflanzenzüchtung
- Dietrich Wilde (1909–1984), Jurist, Strafverteidiger in den Prozessen gegen die Hitler-Attentäter
- Astrid Krebsbach/Hobohm/Horn (1913–1995), bekannte deutsche Tischtennisspielerin
- Friedrich Fabig (1916–1986), Gemüsezüchter (72 Sorten, Tomate „Harzfeuer F1“), Firma Rudolf Schreiber und ab 1947 Institut für Pflanzenzüchtung
- Hans-Joachim Preil (1923–1999), Schauspieler, war am Quedlinburger Theater engagiert
- Gerhardt Erich Alleweldt (1927–2005), Weinbau-Experte und Rebsorten-Züchter, 1992–1995 Kommissarischer Leiter der Bundesanstalt für Züchtungsforschung in Quedlinburg.
- Eckart Friedrichson (1930–1976), Schauspieler („Meister Nadelöhr“), nahm in Quedlinburg Schauspielunterricht (1948–1950)
- Horst Ludwig (1930–2003), Schulbesuch und Schauspielausbildung in Quedlinburg
- Anne Dessau (* 1934), Schauspielerin und Schriftstellerin, spielte Theater in Quedlinburg
- Dieter Hallervorden (* 1935), Schauspieler und Theaterleiter, lebte als Kind während des Zweiten Weltkriegs in Quedlinburg
- Ezard Haußmann (1935–2010), deutscher Schauspieler, Vater des Regisseurs Leander Haußmann
- Waldemar Cierpinski (* 1950), Olympiasieger, betreibt ein Sportgeschäft in Quedlinburg
- Jens-Paul Wollenberg (* 1952), deutscher Sänger, Dichter und Vortragskünstler; Postausträger in Quedlinburg
- Christian Amling (1953–2019), deutscher Physiker, Schriftsteller, Stadtrat in Quedlinburg und Galerist
- Tom Peuckert (* 1962), Autor, Theaterregisseur, Dokumentarfilmer und Hörspielautor, arbeitete als Regieassistent bei den Städtischen Bühnen Quedlinburg
- Jonte Volkmann (* 1990), Schauspieler des Nordharzer Städtebundtheaters und (Hörbuch-)Sprecher.
- Markus Bölling (* 1969), Schauspieler, Regisseur und Theaterpädagoge, Gründer des Bühne7 e.V.

## Ehrenbürger
Zahlreiche Persönlichkeiten wurden zu Ehrenbürgern der Stadt Quedlinburg ernannt, auch orientiert am politischen Geschehen. So wurden in der Zeit des Nationalsozialismus am 20. April 1933 Adolf Hitler (1889–1945) und am 1. Juni 1937 Heinrich Himmler (1900–1945) zu Ehrenbürgern der Stadt ernannt. Beiden wurde die Ehre nach dem Ende des Zweiten Weltkrieges wieder aberkannt.
Die Stadt Quedlinburg hat folgenden Personen das Ehrenbürgerrecht verliehen. Die Auflistung erfolgt in der Reihenfolge der Verleihung:
- vor 1879: Karl Friedrich Ludwig Weyhe (1789–1879), Landrat des Kreises Aschersleben und Geheimer Regierungsrat
- 1895: Otto von Bismarck (1815–1898), Gründer und erste Kanzler des Deutschen Reiches
- 1895: Robert Bosse (1832–1901), preußischer Kultusminister
- 1896: Gustav Brecht (1830–1905), (Ober-)Bürgermeister von Quedlinburg
- 1910: Julius Wolff (1834–1910), Dichter und Schriftsteller
- 1917: Paul von Hindenburg (1847–1934), Generalfeldmarschall und zweiter Reichspräsident der Weimarer Republik
- 1922: Ernst Bansi, Oberbürgermeister von Quedlinburg
- 1922: Johannes Brauns, Stadtältester und städtischer Wohlfahrtspfleger
- 1991: Bernhard Brinksmeier, Propst und ev. Gemeindepfarrer (* 30. Juli 1926; † 25. Oktober 2013)[2], Träger des Bundesverdienstkreuzes (2007)[3]
- 1998: Gottfried Kiesow (1931–2011), Vorsitzender der Deutschen Stiftung Denkmalschutz
- 1998: Friedemann Goßlau (1929–2018), evangelischer Gemeindepfarrer
- 1998: Rudolf Röhricht († 2017), ehemaliger Oberbürgermeister

Derzeitige Ehrenbürger
- 2010: Gottfried Biller, KMD, Organist, Chorleiter, Veranstalter des Quedlinburger Musiksommers
- 2010: Siegfried Behrens[4]
- 2013: Willi Korte, Historiker[5]
- 2014: Jürgen Weitkamp, Zahnmediziner
- 2019: Manfred Neumann, 1996–2004 Leiter der Bundesanstalt für Züchtungsforschung an Kulturpflanzen[6]
- 2019: Christa Rienäcker, ehemalige stellvertretende Leiterin der städtischen Museen[7]

## Belege
1. ↑  Deutsche Biographie
2. ↑  http://www.abschied-nehmen.de/Traueranzeige/Bernhard-Brinksmeier
3. ↑  Auszeichnung für Brinksmeier  In: Mitteldeutsche Zeitung vom 18. Oktober 2007, abgerufen am 26. Juni 2021
4. ↑  Festakt (pdf; 183 kB)
5. ↑  Verleihung am 15. September 2013 (Memento vom 10. Dezember 2014 im Internet Archive), Bericht der Mitteldeutschen Zeitung
6. ↑  Stadt Quedlinburg verleiht Ehrenbürgerwürde an Leiter von JKI-Vorgängereinrichtung Dr. Neumann, in: Webseite des Julius Kühn-Instituts Bundesforschungsinstitut für Kulturpflanzen (JKI) vom 9. Oktober 2019, eingesehen am 2. April 2020.
7. ↑  Petra Korn: Neujahrsempfang Drei Bürger werden ausgezeichnet, in: MZ-Online vom 9. Januar 2019, teilweise (Paywall) eingesehen am 2. April 2020.